# Lukáš Hrádecký
Lukáš Hrádecký (phát âm tiếng Slovak: [ˈlukaːʒ ˈɦɾaːdɛtski]; sinh ngày 24 tháng 11 năm 1989) là một cầu thủ bóng đá chuyên nghiệp người Phần Lan thi đấu ở vị trí thủ môn và là đội trưởng của câu lạc bộ Bayer Leverkusen tại Giải bóng đá vô địch quốc gia Đức và đội tuyển quốc gia Phần Lan.
Sinh ra ở Bratislava, ngày nay là Slovakia. Anh đã bắt đầu sự nghiệp câu lạc bộ với đội TPS, trước khi ký hợp đồng với Esbjerg fB ở tuổi 19 vào năm 2009. Sau khi giành được chiếc cúp đầu tiên ở Giải hạng nhất Đan Mạch, trong mùa thứ ba của anh ấy ở Đan Mạch, anh đã giúp Esbjerg FB giành chiến thắng Cúp Đan Mạch năm 2013.
Hradecky đã được Hiệp hội bóng đá Phần Lan trao tặng giải thưởng Cầu thủ của năm ba năm liền từ  năm 2016 đến 2018. Anh chơi trận đầu tiên cho Phần Lan vào tháng 5 năm 2010, ở tuổi 20 và có hơn 50 lần ra sân. Anh ấy đã xuất hiện trong 9 trên 10 trận đấu vòng loại UEFA Euro 2020 của Phần Lan và giúp đội tuyển quốc gia Phần Lan là đội đầu tiên xuất hiện ở vòng bảng giải đấu bóng đá lớn nhất châu Âu.

## Thống kê sự nghiệp

### Câu lạc bộ
Tính đến 17 tháng 5 năm 2025
| Câu lạc bộ          | Mùa giải            | Giải đấu            | Giải đấu | Giải đấu | Cúp quốc gia | Cúp quốc gia | Châu Âu | Châu Âu | Khác | Khác | Tổng cộng | Tổng cộng |
| Câu lạc bộ          | Mùa giải            | Hạng                | Trận     | Bàn      | Trận         | Bàn          | Trận    | Bàn     | Trận | Bàn  | Trận      | Bàn       |
| ------------------- | ------------------- | ------------------- | -------- | -------- | ------------ | ------------ | ------- | ------- | ---- | ---- | --------- | --------- |
| Esbjerg fB          | 2009–10             | Danish Superliga    | 5        | 0        | 0            | 0            | —       | —       | —    | —    | 5         | 0         |
| Esbjerg fB          | 2010–11             | Danish Superliga    | 13       | 0        | 2            | 0            | —       | —       | —    | —    | 15        | 0         |
| Esbjerg fB          | 2011–12             | Danish Superliga    | 23       | 0        | 0            | 0            | —       | —       | —    | —    | 23        | 0         |
| Esbjerg fB          | 2012–13             | Danish Superliga    | 33       | 0        | 5            | 0            | —       | —       | —    | —    | 38        | 0         |
| Esbjerg fB          | Tổng cộng           | Tổng cộng           | 74       | 0        | 7            | 0            | 0       | 0       | —    | —    | 81        | 0         |
| Brøndby             | 2013–14             | Danish Superliga    | 33       | 0        | 0            | 0            | —       | —       | —    | —    | 33        | 0         |
| Brøndby             | 2014–15             | Danish Superliga    | 33       | 0        | 2            | 0            | 2       | 0       | —    | —    | 37        | 0         |
| Brøndby             | 2015–16             | Danish Superliga    | 3        | 0        | 0            | 0            | 6       | 0       | —    | —    | 9         | 0         |
| Brøndby             | Tổng cộng           | Tổng cộng           | 69       | 0        | 2            | 0            | 8       | 0       | —    | —    | 79        | 0         |
| Eintracht Frankfurt | 2015–16             | Bundesliga          | 34       | 0        | 3            | 0            | —       | —       | —    | —    | 37        | 0         |
| Eintracht Frankfurt | 2016–17             | Bundesliga          | 33       | 0        | 6            | 0            | —       | —       | —    | —    | 39        | 0         |
| Eintracht Frankfurt | 2017–18             | Bundesliga          | 34       | 0        | 6            | 0            | —       | —       | —    | —    | 40        | 0         |
| Eintracht Frankfurt | Tổng cộng           | Tổng cộng           | 101      | 0        | 15           | 0            | 0       | 0       | —    | —    | 116       | 0         |
| Bayer Leverkusen    | 2018–19             | Bundesliga          | 32       | 0        | 2            | 0            | 6       | 0       | —    | —    | 40        | 0         |
| Bayer Leverkusen    | 2019–20             | Bundesliga          | 34       | 0        | 5            | 0            | 11      | 0       | —    | —    | 50        | 0         |
| Bayer Leverkusen    | 2020–21             | Bundesliga          | 26       | 0        | 3            | 0            | 5       | 0       | —    | —    | 34        | 0         |
| Bayer Leverkusen    | 2021–22             | Bundesliga          | 32       | 0        | 2            | 0            | 7       | 0       | —    | —    | 41        | 0         |
| Bayer Leverkusen    | 2022–23             | Bundesliga          | 33       | 0        | 1            | 0            | 14      | 0       | —    | —    | 48        | 0         |
| Bayer Leverkusen    | 2023–24             | Bundesliga          | 33       | 0        | 2            | 0            | 0       | 0       | —    | —    | 34        | 0         |
| Bayer Leverkusen    | 2024–25             | Bundesliga          | 29       | 0        | 1            | 0            | 4       | 0       | 1    | 0    | 35        | 0         |
| Bayer Leverkusen    | Tổng cộng           | Tổng cộng           | 222      | 0        | 16           | 0            | 47      | 0       | 1    | 0    | 286       | 0         |
| Tổng cộng sự nghiệp | Tổng cộng sự nghiệp | Tổng cộng sự nghiệp | 476      | 0        | 38           | 0            | 55      | 0       | 1    | 0    | 572       | 0         |

1. 1 2 3 4 5  Số lần ra sân tại UEFA Europa League
2. ↑  Sáu lần ra sân tại UEFA Champions League, tám lần ra sân tại UEFA Europa League
3. ↑  Số lần ra sân tại UEFA Champions League
4. ↑  Ra sân tại DFL-Supercup

### Quốc tế
Tính đến ngày 10 tháng 6 năm 2025
| Đội tuyển quốc gia | Năm       | Trận | Bàn |
| ------------------ | --------- | ---- | --- |
| Phần Lan           | 2010      | 1    | 0   |
| Phần Lan           | 2011      | 7    | 0   |
| Phần Lan           | 2012      | 4    | 0   |
| Phần Lan           | 2013      | 3    | 0   |
| Phần Lan           | 2014      | 4    | 0   |
| Phần Lan           | 2015      | 7    | 0   |
| Phần Lan           | 2016      | 8    | 0   |
| Phần Lan           | 2017      | 7    | 0   |
| Phần Lan           | 2018      | 8    | 0   |
| Phần Lan           | 2019      | 9    | 0   |
| Phần Lan           | 2020      | 5    | 0   |
| Phần Lan           | 2021      | 10   | 0   |
| Phần Lan           | 2022      | 7    | 0   |
| Phần Lan           | 2023      | 9    | 0   |
| Phần Lan           | 2024      | 7    | 0   |
| Phần Lan           | 2025      | 4    | 0   |
| Tổng cộng          | Tổng cộng | 101  | 0   |

## Danh hiệu
Esbjerg fB
- Danish Cup: 2012–13
- Danish 1st Division: 2011–12

Eintracht Frankfurt
- DFB-Pokal: 2017–18

Bayer Leverkusen
- Bundesliga: 2023–24[10]
- DFB-Pokal: 2023–24[11]
- DFL-Supercup: 2024[12]